# ジョン・ネアーン (第3代ネアーン卿)
第3代ネアーン卿ジョン・ネアーン(英語: John Nairne,3rd Lord Nairne、1691年頃 - 1770年7月11日没)は、スコットランド貴族。

## 生涯
第2代ネアーン卿ウィリアム・マレーとマーガレット・ネアーン(Margaret Nairne、1669年12月16日 - 1747年11月14日、初代ネアーン卿ロバート・ネアーンの娘)の息子として生まれた。
ジャコバイトとして1715年ジャコバイト蜂起に参加したが、父とともにプレストンの戦いで捕虜となり、翌年には大逆罪で私権剥奪処分を宣告された。1738年成立の議会法で父祖の地所のみ相続を許されたのもつかの間、1745年ジャコバイト蜂起に再び加わって戦ったため、翌年には再度の私権剥奪処分を受けている。
彼は叛乱後はフランスへと国外逃亡し、1770年7月11日にサンセールで死去した。ジャコバイト爵位は息子のジョンが継いだ。

## 家族
1712年11月、従姉妹のキャサリン・マレー（Catherine Murray、1691年頃 - 1754年5月9日、初代ダンモア伯爵チャールズ・マレーの末娘）と結婚した。彼女は1754年にヴェルサイユで死去し、「ネアーン伯爵夫人」としてパリ近郊のサンマルタンに埋葬されたという。